# 人民寺院
人民寺院（じんみんじいん、英: Peoples Temple）、ピープルズ・テンプル・オヴ・ザ・ディサイプルス・オヴ・クライスト（英語: Peoples Temple of the Disciples of Christ）は、ジム・ジョーンズによって1955年にアメリカ合衆国インディアナ州マリオン郡インディアナポリスで創設された社会主義キリスト教系新宗教（カルト）。ジョーンズはキリスト教と共産主義や社会主義の考え方を組み合わせ、人種平等を訴えた。
1978年11月18日に南米ガイアナに人民寺院が開拓したコミューンのジョーンズタウンで、大量殺人や集団自殺によって信者918人が命を落とした。自分達が共産主義者であるがゆえに、反共主義のアメリカ連邦政府によって弾圧されると信じ込み集団自殺したとされるが異説もある。（実際に冷戦下のアメリカではレッドパージ（赤狩り）などが起きていた。）
その同日に、アメリカ合衆国下院議員のレオ・ライアンとその代表団のメンバー4人が、ポート・カイトゥマの空港で人民寺院の信者に惨殺されている。このジョーンズタウンでの惨劇は、2001年9月11日にアメリカ同時多発テロ事件が発生するまで、アメリカ合衆国民最多の被害者数を記録した事件であった。
教団は1960年代にカリフォルニア州へと本部を移し、州内の複数の都市に支部を設立している。その中には後に本部が置かれるサンフランシスコも含まれていた。絶頂期においては、人民寺院の信者数は20,000人、左派の政治家との繋がりもあると宣伝していた。

## カリフォルニア州移転前

### インディアナでの創立

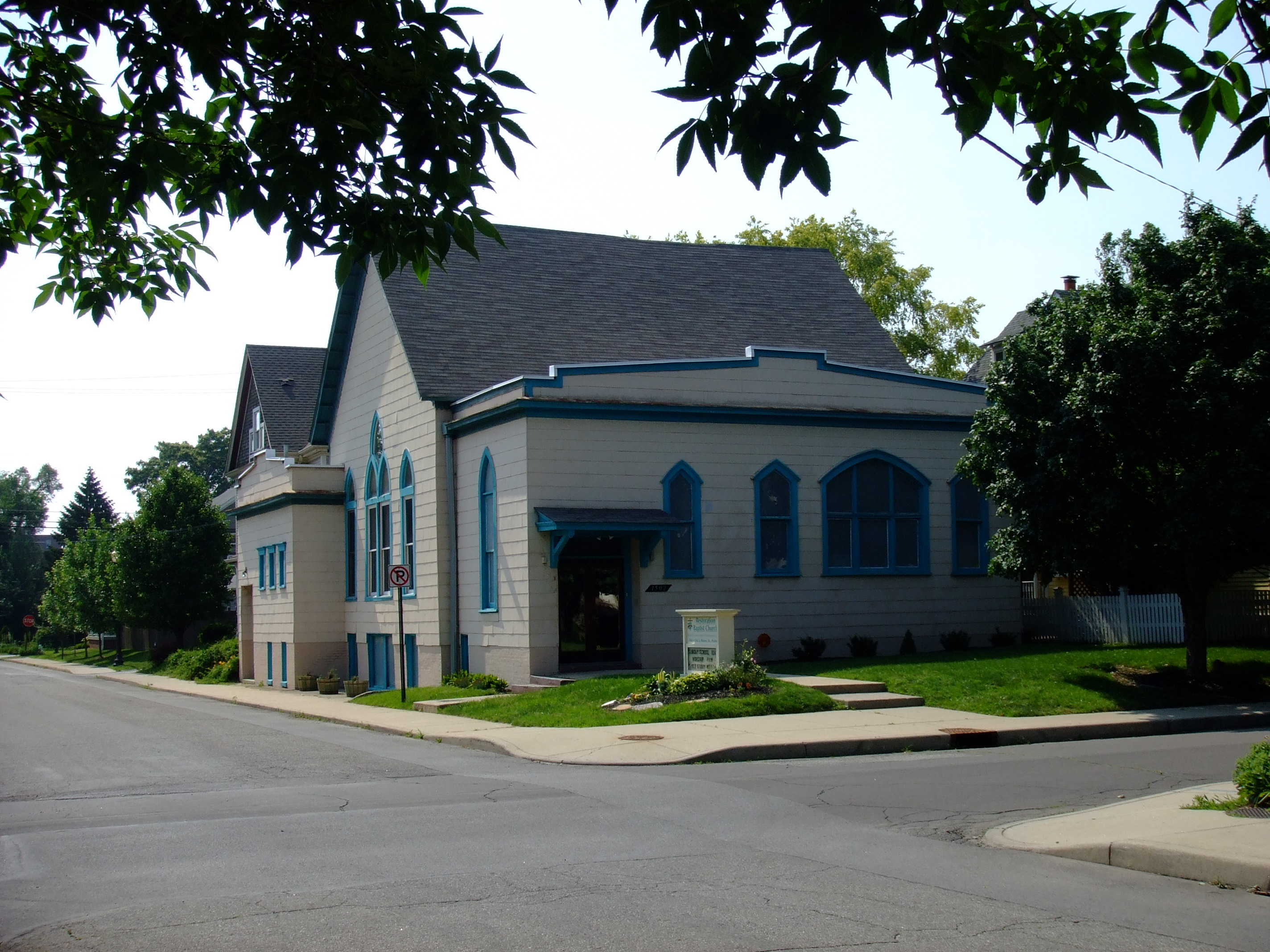
インディアナ州インディアナポリスにあるジム・ジョーンズが初めて務めた教会

教団設立前、ジム・ジョーンズは共産主義に魅了され、アメリカ合衆国における共産主義者に対する嫌がらせにストレスをためる様になっていた。この事情と、他の出来事も合わさり、ジョーンズに精神的着想をもたらした。彼は伝記や録音の中で次のように自問自答している。
私は決意した、どうやって私のマルキシズムを実証するのかを。その考えとは、教会に潜入するということだ。だから私は意識的に、その展望を調査する決断をしたのだ。
ジョーンズは自身が共産主義であることによる過激な反発を恐れていたが、メソジストの教区長は、ジョーンズが共産主義者であることを知っていたにも関わらず、ジョーンズが教会に所属できるように尽力し、ジョーンズを驚かせている。1952年にジョーンズは学生牧師として、ソマーセット・サウスサイド・メソジスト教会（英語: Sommerset Southside Methodist Church）に所属するようになる。しかし、ジョーンズの集会にアフリカ系アメリカ人達を参加させることを教会のリーダーが禁止したことが原因となってジョーンズは同教会の牧師を辞している。1954年に、ジョーンズはインディアナポリスのレンタルスペースで自身の教会の運営を開始した。設立当初の名前は、コミュニティ・ユニティ・チャーチ（英語: Community Unity Church）であった。
ジョーンズは、以前セブンスデー・バプテストによる心霊治療を目にし、この様な心霊治療は、人々を惹き付け、収入を生み、ジョーンズの目指す社会を実現する一助になると結論付けた。結局、教団の財政が困窮しており、それを補填するためにも収入源を拡大する必要があり、ジョーンズと人民寺院信者達は、仕込みを行った心霊治療を行うに至った。これらの「心霊治療」には、鶏の肝臓や他の動物の臓器が用いられていた。ジョーンズ（そして共謀した人民寺院信者達）は、肉体から取り除かれた癌に侵された臓器であると主張した。
1956年、ジョーンズはインディアナポリス近郊の様々な人種の人々が住む場所に初めての教会となる建物を購入している。ジョーンズはこの教会をウィングス・オヴ・デリヴァランス（英語: Wings of Deliverance）と名付けた。ただし、同年終わりごろに、ピープルズ・テンプル・フル・ゴスペル・チャーチ（英語: Peoples Temple Full Gospel Church）と改名している。ジョーンズが初めてピープルズ・テンプル（英語: Peoples Temple）のフレーズを使ったのがこの時である。ジョーンズの心霊治療と主張していた透視能力は、唯心論者達を惹き付ける結果となった。

### インディアナポリスでの拡大
一般での認知度を高めるために、人民寺院は他のペンテコステ派の牧師と共に大規模な宗教「集会」を主催した。この中でも、ジョーンズは自身の目指す社会を作り上げるために宗教を利用しているという事実をひた隠しにし続けていた。この集会は、11,000人近くの参加者を集め、ジョーンズや他の説教者は心霊治療を実演していた。更には、個人情報を暴露することによって、出席者に強烈な印象を残した。この個人情報は日常的によく使う番号が使われており、例えば住所、電話番号、または社会保障番号のような物が使われたが、実際には探偵を使うことで、事前にこれらの情報は容易に手に入れることが可能だった。ジョーンズと人民寺院信者は、インディアナ州とオハイオ州を車で回り信者と資金獲得を目指した。
人民寺院は平等主義の理想を強調しており、信者達には貧しい人々でも気兼ねなく集会に参加できるように、カジュアルな服装で出席するように伝えており恵まれない人々に避難所を提供していた。人民寺院信者に占める黒人信者の割合は上昇の一途をたどり、当初全体の15%だった黒人信者の割合は50%近くに達するまでになったが、その中で人民寺院がアフリカ系アメリカ人の聖職者アーチー・イジェムズを採用したことで、この傾向が強まった。牧師イジェムズは、ジョーンズによる社会主義共同体計画に最初に参加した人物であった。1959年人民寺院はディサイプルス派のクリスチャン・チャーチに加入し、名前をピープルズ・テンプル・クリスチャン・チャーチ・フル・ゴスペル（英語: Peoples Temple Christian Church Full Gospel）に改名している。このクリスチャン・チャーチへの加盟は、減少していた信者数を上昇に転じさせ、さらに教団の評判を回復させるという2つの面で成功であった。
1960年2月、人民寺院は貧民向けの炊き出しを始め、家賃援助、就業先の紹介、缶詰、衣類、そして冬用の燃料の無料配布へと社会保障サービスを拡大していった。ジョーンズ夫妻自身も増大する炊き出しを助けており、1カ月で平均2,800食を配布している。
ジョーンズにインディアナポリスの人権委員会への参加要請があったことで、人民寺院の知名度は更なる高まりを見せた。彼は人種差別のないビジネスを試みることを公に約束し、多くのローカルメディアで取り上げられることになった。

### 変化と「宗教的共同体主義」
ジョーンズは、ファーザー・ディヴァインに関する記述を広く読み漁った。このファーザー・ディヴァインは、インターナショナル・ピース・ミッション・ムーヴメントの創始者であった。ジョーンズと他の人民寺院信者達は、ディヴァインの元に何度も通い、ジョーンズはディヴァインの著書や説教のテープを学んでいたという。人民寺院はディヴァインの文章を信者のために書き写し、信者達に性行為を慎み、養子をとる様に説教を始めている。
1959年、人民寺院のデラウェア・ストリート寺院での説法において、ジョーンズはディヴァインが用いたような炎を使った華美な方法を実践した。ジョーンズは集団の前で、個々の信者に対して話を行う際には、穏やかな部分と語気を強め強調する部分を使い分けることで信者達を魅了した。このスピーチでは、「我々対彼ら」という文句を基礎とした人民寺院の始まりでもあった。ジョーンズは注意深く間を縫うように、人民寺院の高齢者のための家を設立した。この設立の際には、カール・マルクスの「ゴータ綱領批判」より引用された「各人は能力に応じて働き、必要に応じて受け取る」というスローガンを基にしていた。ジョーンズは、キリスト教徒の聴衆達には、この言葉が「使徒言行録 (4:34–35)」に記述された「それぞれの必要に応じてそれぞれに分け与えられた」と類似していると気付くと考えていた。ジョーンズは、イエス・キリストが共産主義者であるという一節として何度も主張していた。ただし、ジョーンズはそれと同時に聖書の数々の文章に対し攻撃を加えていた。
人民寺院は他の教会よりも多くを人々に要求するなど組織の強化を開始した。特に神への感謝の祈りやクリスマスの際には、血の繋がった親族よりも人民寺院の「家族」と共に過ごすように要求した。これは信者を親族達から引き離すための工作の始まりであり、信者の人生全てを人民寺院の目指す社会的、政治的ゴールへと傾倒させるためのものであった。ジョーンズは社会主義集団の取り決めを提案し始めた。ジョーンズ自身は「宗教的共同体主義」（英語: religious communalism）と呼んでおり、その中では人民寺院信者達は彼らの求めるものを与える教団と引き換えに、自身の重要な財産を教団に寄付することとされていた。人民寺院聖職者のイジェムスは、最初のこれに応じた人物の中の一人であった。
人民寺院は宗教と偽装されていたものの、アメリカ合衆国中西部の人々を共産主義者の理想に染め上げる様な運動はほぼなかった。キューバのフィデル・カストロによる1959年のフルヘンシオ・バティスタ追放に感化され、ジョーンズは1960年にキューバへ渡った。そしてキューバの貧しい黒人たちをインディアナの彼の会衆にすることを試みたが、この計画は失敗した。
人民寺院の宗教的なメッセージはこの時期に変わり始め、無神論とジョーンズをキリストの様な象徴的存在として扱うという主張との奇妙な折衷へと変わっていった。人民寺院の補佐官が私的に苦言を呈したにもかかわらず、ジョーンズはこの新しいメッセージは人民寺院の掲げる大義に対して、信者達が献身する心を育てるために必要なことだとして取り合わなかった。ジョーンズはこの様な内容を仄めかす内容を、1970年代中盤から後半に至るまで何度も言及していた。
1961年、ジョーンズはシカゴが核攻撃に曝されるという幻影を見たと発言した。彼はインディアナポリスも同様にして壊滅すると主張し、人民寺院は新しい本拠地を探す必要があると補佐官たちを説得した。
1962年にエスクァイア誌が、核戦争が勃発した際に安全な9つの場所という記事を掲載した。この記事の中では、ブラジル・ミナスジェライス州のベロオリゾンテが最も安全な都市として書いており、その理由はその地理的な特徴と大気条件にあるとしていた。ジョーンズは、1962年から1963年初頭にかけて、ブラジルを縦断する旅行を行った。リオデジャネイロに滞在している間ジョーンズは寺院から資金を引き出そうとしたが、寺院側にはそれに応えるのに十分な財力は無かった。ジョーンズの不在によって人民寺院の財政状態は悪化していたのである。ジョーンズはブラジルで人民寺院の聖職者となった人物をインディアナに送り、寺院の立て直しを図った。

## カリフォルニア州時代

### カリフォルニアへの移転
ジョーンズは1963年中にインディアナへと戻ってきた。ジョーンズは、1960年代後半になるまで常々社会的福音の美徳について語っていたが、ジョーンズの語る福音が実際には共産主義であることを公にしなかった。1960年代後半になると、ジョーンズは人民寺院の集会で彼の「使徒社会主義」（英語: apostolic Socialism）という考えを公にするようになった。この考え方は、様々な社会主義の考え方をゆるく混ぜ合わせたものであった。この時期の間、ジョーンズは新しい人民寺院信者達に、聖霊は彼らの中にあると説法を行っていたが、ジョーンズの治癒力は、彼が「キリスト革命」の特別な兆候であると実物宣伝していた。ジョーンズは更に、アメリカが反キリストであり、資本主義は「反キリスト教的システム」であると説いていた。
ジョーンズは、差し迫った核虐殺、そして神に選ばれた生存者たちが地球に新しい社会主義者の楽園を作ると説いた。1965年、ジョーンズは1967年7月15日に核攻撃が世界に起こるだろうと予言した。そして、ジョーンズは、人民寺院はカリフォルニア州レッドウッド・ヴァレーに移転しなければならないとも予言した。ジョーンズは、1965年7月に約140人の信者を伴って、レッドウッド・ヴァレーに彼の教会を設立した。この地区の代表弁護士・ティモシー・ストーンが、この地区の人民寺院の信頼性を大いに向上させ、急激に信者数を増やす結果となった。
ジョーンズは、伝統的なキリスト教を「軽薄な宗教」であると嘲笑うようになり、聖書は女性を支配し、有色人種を奴隷にするための白人男性の正当化であるとみなし、拒絶した。ジョーンズは、「ザ・レター・キレット」（英語: The Letter Killeth）と題された小冊子を作り、寺院で配布し始めた。この小冊子では、ジョーンズが聖書内で否定的に感じたり、不条理、非道を感じた部分を指摘していたが、同時に聖書は素晴らしき真実を含んでいるとも述べていた。ジョーンズは、「神の教義」とは「愛」と同等であり、愛とは「社会主義」と同等であると説いた。彼は、聖書には「天の神」（英語: Sky God）か「猛禽の神」（英語: Buzzard God）についての信仰しか含まれていない、それらは神でもなんでもないと述べていた。

### 都市での拡大

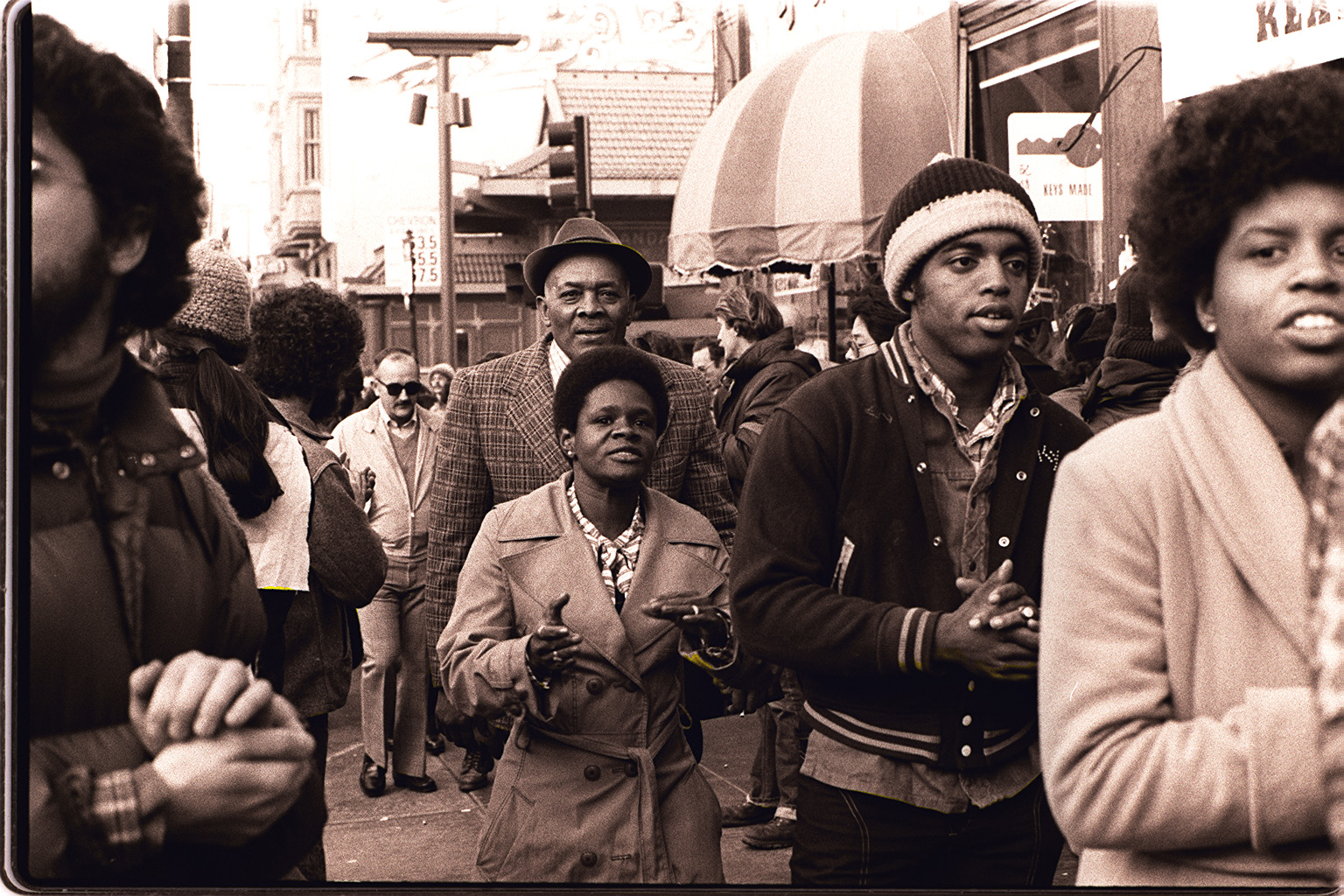
1977年1月にインターナショナル・ホテルでの反立退き運動に参加する人民寺院信者

レッドウッド・ヴァレーからユカイア地域における拡大の限界を理由に、都市部へ教会本部を移動する戦略的な必要性があった。1970年に人民寺院は、サンフランシスコとロサンゼルスでの奉仕活動を始めた。1971年、1972年にそれぞれの場所で拠点となる建物を建設した。
1972年まで、人民寺院はレッドウッド・ヴァレーを「州全体の政治運動」の「母なる教会」と呼んでいた。当初から、ロサンゼルス施設の最も重要な目的は、信者の獲得とカリフォルニア中からバスが毎週運行されるバス停の獲得であった。人民寺院は、ロサンゼルスに常勤のスタッフを配置し、隔週でバスをロサンゼルスへと走らせるように変えた。ロサンゼルスでの堅固な集会出席者と集金が、人民寺院信者への要求を膨張させることとなった。ロサンゼルスの施設は、サンフランシスコのものよりも大きかった。この施設は、アルヴァラード通りとフーヴァー通りの交点にあり、黒人信者が多数いたワッツとコンプトンからも容易に訪れることが出来る場所であった。
ロサンゼルスとサンフランシスコへの信者獲得旅行は、1970年代半ばまでに数百から3000人近い信者を獲得するものとなった。後に、人民寺院本部がレッドウッド・ヴァレーからサンフランシスコへと移転した際、寺院側は多くのロサンゼルス在住信者達をこの新しい寺院本部へと移住させた。

### 組織の構造
人民寺院の記述は、ジョーンズが寺院全体に独裁的支配体制を敷いていたと強調しているが、実際には人民寺院は信者間で不平等な政策決定力を持つ複雑な権力構造を持っていた。この様な構造の中で、人民寺院信者達は、知らず知らずの内、徐々に、中国の洗脳から借用したマインドコントロールや行動変容技術に慣らされていった。寺院は、人民寺院の「離反者」の様な教団の「敵」による、彼ら自身の危険に対する心理的境界線を厳密に定義した。彼が信者獲得の中で求めた秘密事項と用心は、信者数全体を減少させる結果につながったものの、信者達は、ジョーンズが「究極の社会主義者」であるという英雄視を増長させた。
1970年代、人民寺院は社会主義モデルのために、より形式ばったヒエラルキーを形作った。その頂点は、教団の職員、そして人民寺院のために最重要機密を内密に行う、大学で教育を受けた確実に従順な8から10人の女性たちによって構成された選ばれたグループであった。彼らは、必ず「目的は手段を正当化する」という哲学に染められていた。この中で最も若い信者は、サンディ・ブロードショーであった。他の信者としては、キャロライン・レイトン、シャロン・エイモス、パティ・カートメル、テリー・ビュフォードがいた。このグループは、平等主義の教団に在ってエリート主義であると嘲笑の対象となっており、教団の秘密警察であると見做されていた。
人民寺院の計画委員会（英語: Planning Commission）は、教団の理事会であった。この委員会の人員数は、50人から100人以上へと急増した。1週間の間、委員会のメンバーはレッド・ウッドヴァレーの様々な場所で会合を開いた。それはしばしば夜明けまで続いた。この計画委員会は、日々の教会の運営に責任を持っており、その中には重要な意思決定、財政的、法的な計画、教団組織の監視までが含まれていた。計画委員会は、様々な他の委員会の上に位置していた。その中には、多様委員会（英語: Diversions Committee）やマーテル委員会（英語: Mertles Committee）があった。多様委員会は、アメリカ中の様々な場所から、実在しない人物の名前を騙って大量の手紙を政治家に書くという役目を担っており、マーテル委員会は離反者であるアルとジャーニのミルズ夫妻に対する地下活動を行っていた。
外部の人間に「軍隊」（英語: The troops）と呼ばれていた一般の信者グループは、労働階級の信者によって構成されており、その70から80%が黒人であった。そのグループは、会合の席を用意したり、供物箱の充填、その他の事を担っていた。彼らの大半は、教団の半社会主義的アプローチに惹き付けられていた。これは、人民寺院の政治的教育によるものと、人民寺院の非常に情熱的な集会が未だに福音主義的信者達と黒人主義を保持していたことによる。ジョーンズは、何十人かのほぼ白人で構成された信者達に囲まれていた。彼らは、20人から30人ぐらいおり、法律、会計、看護、教育、音楽、経営の知識、能力を持つ者であった。後者のグループは、教団外の仕事によって得られる給金を教団に上納するだけでなく、公的な関係や財務義務、更には世俗的な雑用を担っていた。

### 信者獲得、霊感療法、そして財政潤沢化
人民寺院は、10から15台のグレイハウンドタイプのバスを使って、毎週、信者獲得と財政改善のためにカリフォルニア州の北部から南部まで信者達を送り込んでいた。ジム・ジョーンズはいつも7号車のバスに乗っており、そこには自警団も同乗しており、保護鉄板で仕切られた特別な場所にいた。ジョーンズは、信者達に10万ドルから20万ドルの利益を得ることが出来ない限り、この旅行の行程に頭を悩ます事になると語っており、加えて教団の目標は年100万ドルの収入をこのバスによる勧誘で得ることであるとも語っていた。
1970年代初めには、このバスを使ったキャラバンは、年4回ワシントンD.C.を含むアメリカ合衆国中に向かうようになった。1973年6月には、下院議員のジョージ・ブラウン・ジュニアが、人民寺院についての長くて冗長な説明を連邦議会議事録の中に記載している。1973年8月18日のワシントン・ポストは社説で、660人の人民寺院からの訪問者はワシントンD.C.の敷地を約1時間清掃した後、「年間の観光客賞の受賞者である」と述べた。
教団は、パンフレットをバスで移動したルートにある町々で配布した。このバンフレットは、ジョーンズの「心霊治療」の能力を自慢する内容が記載されていた一方で、教団の掲げるマルクス主義的目標については一切記載していなかった。滞在地の中には、ヒューストンやデトロイト、クリーブランドといった都市が含まれていた。教団の信者達は、地元民であるかのように装い、様々な偽りの治療や「天啓」の中でサクラを演じていた。地元民の観覧者たちは、自分たちが聴衆の中で少数派であることに気付くことは無かった。1週間で上納されたり治療代としての入金が、ロサンゼルスで1万5千ドルから2万5千ドル、サンフランシスコで8千ドルから1万2千ドル程度あった。レッド・ウッドヴァレーの「母なる教会」周辺からはさらに少額の収入しかなかった。
人民寺院は、更にトゥルース・エンタープライズ（英語: Truth Enterprise）を立ち上げた。これは、月に3万から5万通の手紙を人々に送るダイレクト・メーリング部門であった。この手紙は、人民寺院のサービスを利用したことがあるか、教団のラジオ番組を聞いて手紙を送ってきた人物に送られた。募金は、アメリカ合衆国大陸部はもとより、ハワイ、南アメリカ、そしてヨーロッパから送金された。募金集金に加えて、寺院はジョーンズのローブの一部や、ヒーリングオイル、指輪、キーチェーン、ロケットペンダントといった小物の販売を行っていた。絶頂期には、送金額は日300から400ドルに上っていた。この数字は、ジョーンズでさえも驚かすものであった。
ジョーンズは、初期においては、自身をカトリックが「石膏の像を崇める」ように自身を崇拝してほしくないと信者に求めていたことから、信者達に自分自身の写真を廃棄するように依頼していた。ジャーニーとアルのミルズ夫妻は、ジョーンズに人民寺院の収入を増やすために聖別され祝福された写真を販売することを提案した。ジョーンズは、「やつらはいつか郵便詐欺に自分自身を巻き込むつもりだろう」とよくイラついていた。1973年、寺院はブラザーフッド・レコーズ（英語: Brotherhood Records）を設立した。このレコード会社は、人民寺院の「大規模な人種混合の合唱団とオーケストラ」によるレコードを作成する子会社であった。

### 規模と範囲
人民寺院の2万人かそれ以上の信者がいるという誇張した主張に反して、ある文献では、実際に教団に登録した信者は最多でも3000人前後であったとされている。しかしながら、教団が崩壊した後5000人の個人写真が寺院の記録の中に存在した。公式な信者かどうかに関係なく、教団は登録された信者かどうかにかかわらず、定期的に3000人の人々を個別にサンフランシスコの奉仕に連れて行っていた。政治家にとって特に興味のあることは、2000人の人々を働かせたり、6時間の集会のためだけにサンフランシスコに集めることが出来る教団の能力であった。
1970年代中ごろまでに、レッド・ウッドヴァレー、ロサンゼルスとサンフランシスコに加えて、人民寺院はカリフォルニア州の他数十の町に支部を設立した。ジョーンズは、サンフランシスコ、ユカイア、ロサンゼルス、ベーカーズフィールド、フレズノ、サクラメントに言及していた。教団は、大学授業プログラムの様な部門や、サンタ・ローザ短期大学の寮を運営していた。
同じ時期に、ジョーンズと彼の教会は、町々の貧しい人々、特に人種マイノリティー、薬物中毒者、ホームレスを助ける活動によって評判を受けるようになった。そして、人民寺院は、カリフォルニア州の福祉システムと強いつながりを持つようになった。1970年代の間、人民寺院は少なくとも9つの介護老人福祉施設、6つの里親施設、発達障害の人々のための国家に承認された40エーカー（160,000m2）の農園を所有、経営していた。教団のエリート層は、信者の保険金請求や法的問題、顧客保護グループの様な効果的演技を担っていた。これらの理由で、社会学者のジョン・ホールは、人民寺院のことを「カリスマの官僚主義」であると述べた。これは、ジョーンズがカリスマリーダーとして方向づけられている一方で、官僚的社会奉仕組織として運営されていたことに由来している。

### キンソルヴィングの連載
1972年、サンフランシスコ・エグザミナー誌とインディアナポリス・スター誌に、レスター・キンソルヴィングによる人民寺院に関するレポートが掲載された。これが、最初の公への暴露であった。キンソルヴィングは、教団の取引、心霊治療の主張、ジョーンズの聖書を投げ捨てる儀式、「この黒い本にあなた方は2000年もの間抑え付けられてきたのです。これに力などないのです。」といった絶叫等、いくつかの側面からレポートを行っている。人民寺院は、エグザミナー誌に策を巡らし、車の中でエグザミナーの編集者を怒鳴りつけたり、両紙に対して名誉毀損訴訟による脅しをかけたりした。両紙は、7編の連載の内、4編のみで連載を中断した。これから少しして、ジョーンズはアメリカ合衆国憲法修正第1条を支持するという名目で、カリフォルニア州の新聞各社に助成金の交付を始めた。

### 脱退
教団からは何人か脱退者が出たものの、最も有名なものは1973年のものである。最も若かった信者の内8人、一般に「ギャング・オヴ・エイト」（英語: Gang of Eight）として知られる信者達が、共に教団を脱退したのである。ギャング・オヴ・エイトのメンバーは、脱退の可能性がある信者に対して不吉な脅しがかけられていたことを知っていたため、ジョーンズが彼らを探すための調査団を送り込んでくるのではないかと疑っていた。この恐れは現実のものとなり、ジョーンズは複数の調査団を雇い、中にはレンタルした飛行機から高速道路を調査する様なものまであった。ギャング・オヴ・エイトは、銃火器を積載した3台のトラックを、監視されている国道101号線を避けて、カナダに向かって走らせた。ギャング・オヴ・エイトは、銃火器をカナダとアメリカ合衆国の国境に持ち込むことを恐れ、その代わりにモンタナ州の丘陵地へと向かい、そこで彼らの申立を記述した長い手紙を書いた。
人民寺院元信者のジャーニー・ミルズは、後にジョーンズは30人の信者を自宅に招き、ギャング・オヴ・エイトの離反について「我々の使徒社会主義の持続のために、我々は我々自身を殺して、嫌がらせによって現在においては、社会主義グループが存在出来ないという記述を残さなければならない。」と予言的に宣言した。
ジョーンズは、人民寺院の計画委員会の会合で、潜在的脱退者に対して脅迫をしながら、拳銃を振りかざし激怒していた。そして、ギャング・オヴ・エイトを「トロツキー派の脱退者」や「コカ・コーラ革命者」であるとしていた。人民寺院は、ジョーンズが言及した自殺計画を実行しなかったが、その後の数年間、疑似自殺儀式を行っている。

## サンフランシスコでの人民寺院

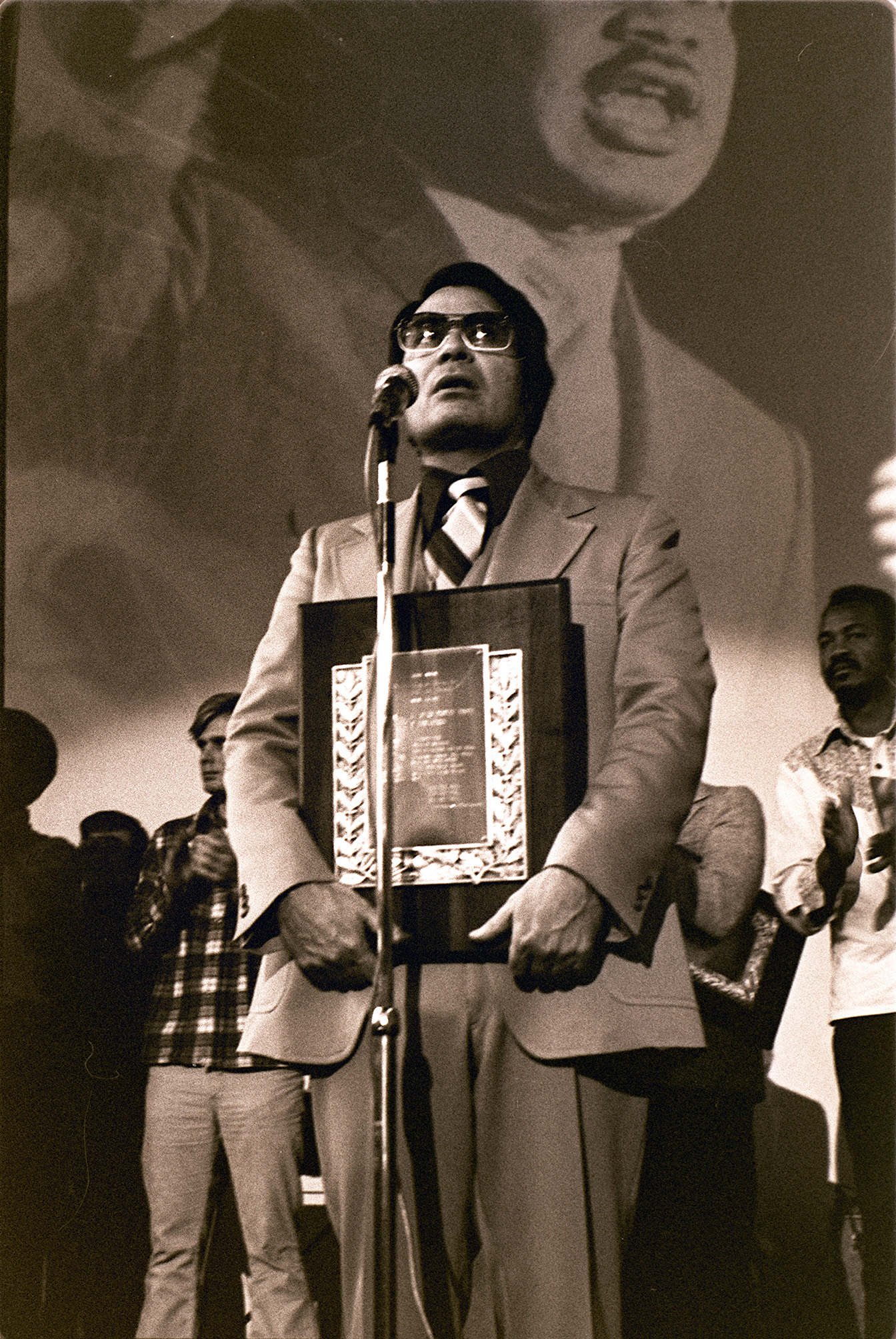
マーティン・ルーサー・キング・ジュニア人道賞を受賞した教祖ジム・ジョーンズ（グライド・メモリアル教会（サンフランシスコ）、1977年1月）

人民寺院はサンフランシスコへと本部を移転したが、都市での信者獲得へと回帰することが出来るようになり、加えて、人民寺院が真の政治的特徴を示すために、より良い政治的センスを醸成することも可能となった。1976年春までに、ジョーンズは、外部の人間からでも彼が無神論者であると公に認められていた。アメリカ合衆国内国歳入庁が寺院の宗教税金控除について調査しているという寺院側の恐れに反して、1977年にジョーンズの妻、マーシーはニューヨーク・タイムズに対して、ジョーンズは信念、マルキシズムを通じて社会変革を起こすというジョーンズの目標を実現するために宗教などに誘惑されていないと述べている。彼女は、「彼は18歳の若者だったころ、彼の英雄である毛沢東が国共内戦でナショナリストを下した時、アメリカ合衆国で社会変革を達成する方法は、宗教を通じて人々を動員することであると気付いた」と述べている。彼女は、「ジムは、宗教の麻薬から人々を救い出すために宗教を使っている」と認め、「私は、この紙に書かれた偶像など滅ぼしてやる!」と叫びながら、聖書をテーブルに打ち付けたことも同時に認めた。
サンフランシスコへの移転に伴って、教団は信者達が共同体で生活していることを殊更に強調するようになった。まず、子供達の物理的規範を強調し、それから大人たちも対象となった。サンフランシスコの人民寺院は、広範囲な調査を行って、新しい入信者を注意深く調査した。
人民寺院は、その明らかに政治的なメッセージによって、他の新宗教運動の殆どとは区別されていた。真の政治的なシンパシーは、多数の著名な政治家の支持を得るために多数の投票を実現するという認識と結びつけられた。ジョーンズがサンフランシスコへと移住した後、彼は政治、教団の様な政治団体を増強する様に法改正に興味があると知られるようになった。
1975年にジョージ・モスコーニの選挙の辛勝に際して、人民寺院はボランティアや投票者を動員し、モスコーニはジョーンズをサンフランシスコ住宅公社委員会の委員長に指名した。ジョーンズや教団は、カリフォルニア州知事のジェリー・ブラウンや副知事のマーヴィン・ダイマリー、州下院議員のウィリー・ブラウン、サンフランシスコ市長のジョージ・モスコーニ、アート・アグノス、ハーヴェイ・ミルクをはじめとする様々な政治家を支援していた。このうち、ウィリー・ブラウンは何度も寺院を訪れており、カルトに対する調査や疑いがかけられた後でも、公の場でもジョーンズの応援を行っていた。
サンフランシスコの政治界隈の中でジョーンズの地位が向上した後、ジョーンズとモスコーニは、1976年アメリカ合衆国大統領選挙前に、アメリカ合衆国副大統領候補者であったウォルター・モンデールにサンフランシスコで私的に面会している。ジョーンズは、ファーストレディのロザリン・カーターに様々な場面で面会しており、私的な夕食会にも参加したほか、カーター夫人と文通も行っていた。
ジョーンズは、住宅公社での地位を利用して、サンフランシスコのインターナショナル・ホテルからテナントの立退きに反対する闘争を先導した。教団は、サンフランシスコのサン・レポーターの発行人であるカールトン・グッドレットと同盟を結び、この新聞において、しばしば好意的な記事が掲載されるようになった。サンフランシスコ・クロニクルのコラムニスト、ハーブ・カンや、他の地方紙やテレビ番組のレポーターによる好意的言及もなされた。

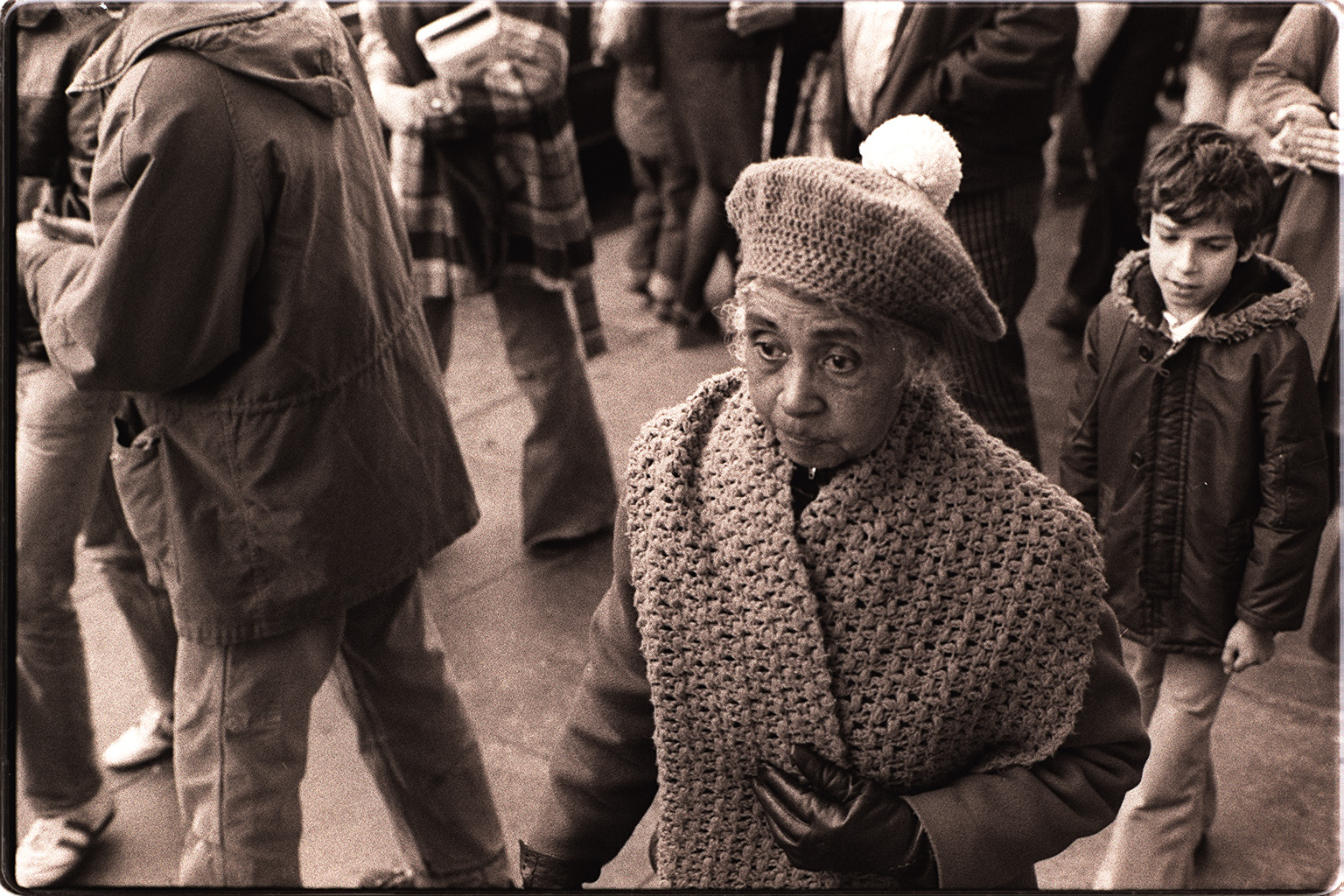
人民寺院には子供同様に老人の信者がいた。写真は、反立退き運動に参加するヘーゼル・デイシェル（中央右）とマーク・フィールズ（デイシェル後方）。

ジョーンズがベイ・エリアにおける急進的グループのシンバイオニーズ解放軍を賞賛し、そのリーダーがサンフランシスコの人民寺院の集会に参加したため、教団は警察の疑いの目を向けられることとなった。ジョイス・ショーの脱退から間もなく、彼女の夫ボブ・ヒューストンが死亡した事で、教団への更なる疑惑が湧き出てきた。教団とサンフランシスコのネーション・オブ・イスラムとの間の緊張が高まった後、その分断を修復するために、ロサンゼルス・コンヴェンション・センターで数千人が参加する大規模な「霊的」祝祭を開催した。参加者の中には、著名な政治家も含まれていた。
教団はマスコミと同盟を結んでいたが、サンフランシスコへの移転は、サンフランシスコのマスコミによる監視に教団を曝すこととなった。ジョーンズと数千の教団信者たちが、メディアからの調査に続いてガイアナへ逃げ出した後、市長のモスコーニは、市長事務所から教団への調査を行わない旨のプレスリリースを行った。この時期の間、ハーヴェイ・ミルクは人民寺院の政治集会で公演しており、調査が始まった後には第39代大統領のジミー・カーターへ、ジョーンズを賞賛し、ジョーンズタウンから親類を連れ戻そうと試みている人々のリーダーは「厚顔無恥な嘘」をついているとの書簡を書き送っている。

## ジョーンズタウンでの大量殺人/集団自殺
1974年に人民寺院はガイアナで土地を借り受ける契約を結んでいる。この土地に作られたコミュニティは、ピープルズ・テンプル・アグリカルチュラル・プロジェクト（英語: Peoples Temple Agricultural Project）、非公式にジョーンズタウン（英語: Jonestown）と呼ばれた。1977年初頭には、50人程度の移住者しかいなかった。
ジョーンズは、ジョーンズタウンを「社会主義者の楽園」であり、キンソルヴィングの記事に始まるメディアの調査からの「聖域」でもあるとみなしていた。元信者のティム・カーターは、ジョーンズタウンへ移住した理由を、「74年（1974年）、私たちはアメリカ合衆国でファシズムが蔓延するのを目の当たりにした。」と述べている。カーターは「巨大化した企業や多国籍会社は政府の中で影響力を増し、アメリカ合衆国は人種差別国家である」と説明している。また、カーターは、ガイアナが選ばれた理由としてガイアナが社会主義国家であり、南米で唯一英語が公用語であること、そして、教団がガイアナを「教団の黒人信者たちが平和に暮らせる黒人国家」であるとみなしていたことなどを挙げている。
1977年、元信者の告発によってメディアからの監視が更に強まったことは、ジョーンズに更なる圧力を加えることになった。具体的には、ニュー・ウェスト・マガジン誌に掲載されたマーシャル・キルダフによる記事が挙げられる。このニュー・ウェスト・マガジン誌が出版される前に、編集者のロザリー・ライトはジョーンズに電話を掛け、その記事を彼に読み聞かせた。ライトは、「カリフォルニア州知事（ジェリー・ブラウン）から我々が受け取った擁護の手紙」や他の人々からの受け取った手紙から、出版前にこのような行動を起こしたと説明した。この記事での主張を電話で聞いている間、ジョーンズは部屋にいる人民寺院信者達に書付を書き、「我々は今夜発たねばならない。ジョージタウンへと」と言った。
ガイアナへと逃れたジム・ジョーンズは、教団信者達に彼に続くように呼びかけた。1978年終わりごろまでに、ジョーンズタウンの人口は900人を超すまでに増大した。ジョーンズタウンへと移住した人々は、南国の楽園、想定された外界の邪悪から自由となることが約束された。
1978年11月17日、カリフォルニア州第11区選出のアメリカ合衆国下院議員のレオ・ライアンが教団による人権蹂躙の調査のためにジョーンズタウンを訪れた。この訪問の間、何人かの人民寺院信者が、ライアンにジョーンズタウンを離れたいと申し出た。そしてこの信者達は、11月18日の午後、ライアンに同行しポート・カイトゥマの空港に向かった。そこで、彼らは人民寺院の自警団によって襲撃された。ライアン、3人のジャーナリスト、1人の教団離反者が殺害された。銃撃が開始されてから数秒の映像が、ボブ・ブラウンによって撮影されていた。彼は、この襲撃で殺害されたジャーナリストの1人であった。
11月18日夕方、ジョーンズタウンにおいて、ジョーンズは集会を開き、ブドウ味のフレーバー・エイドとシアン化物の混合飲料を飲ませた。

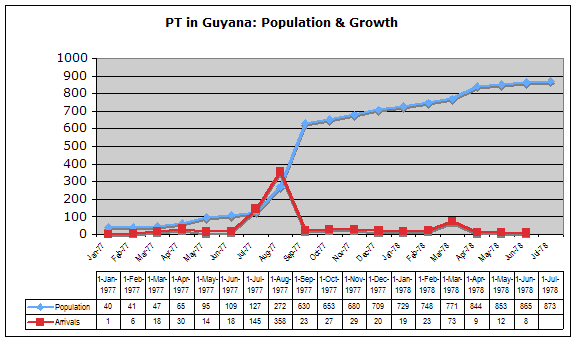
ジョーンズタウンの人口と移住者数
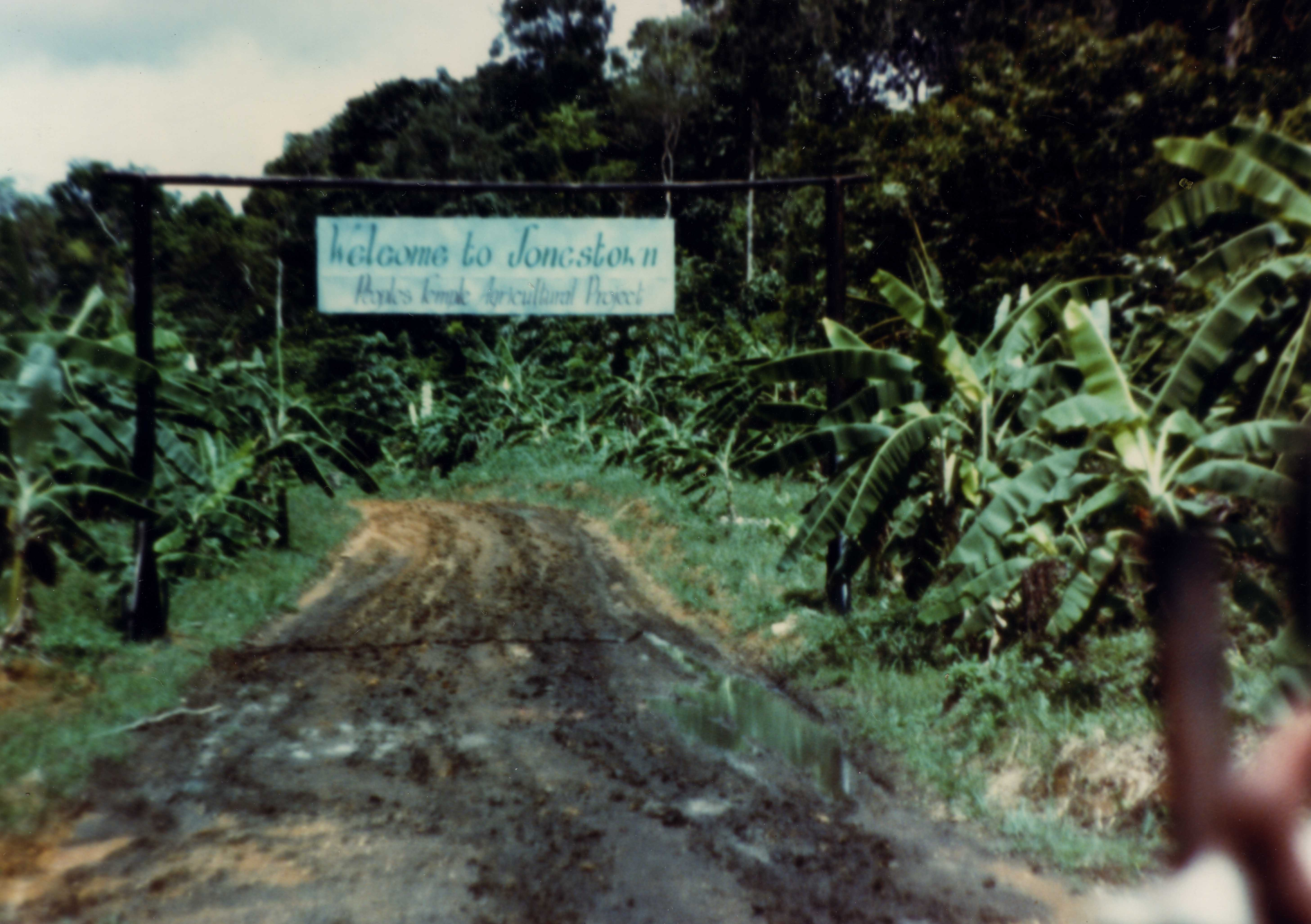
ジョーンズタウンの入り口
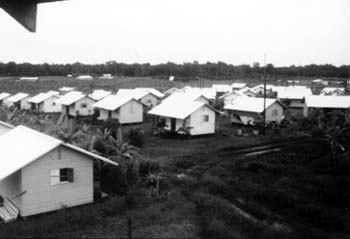
ジョーンズタウンの家並み（1979年撮影）
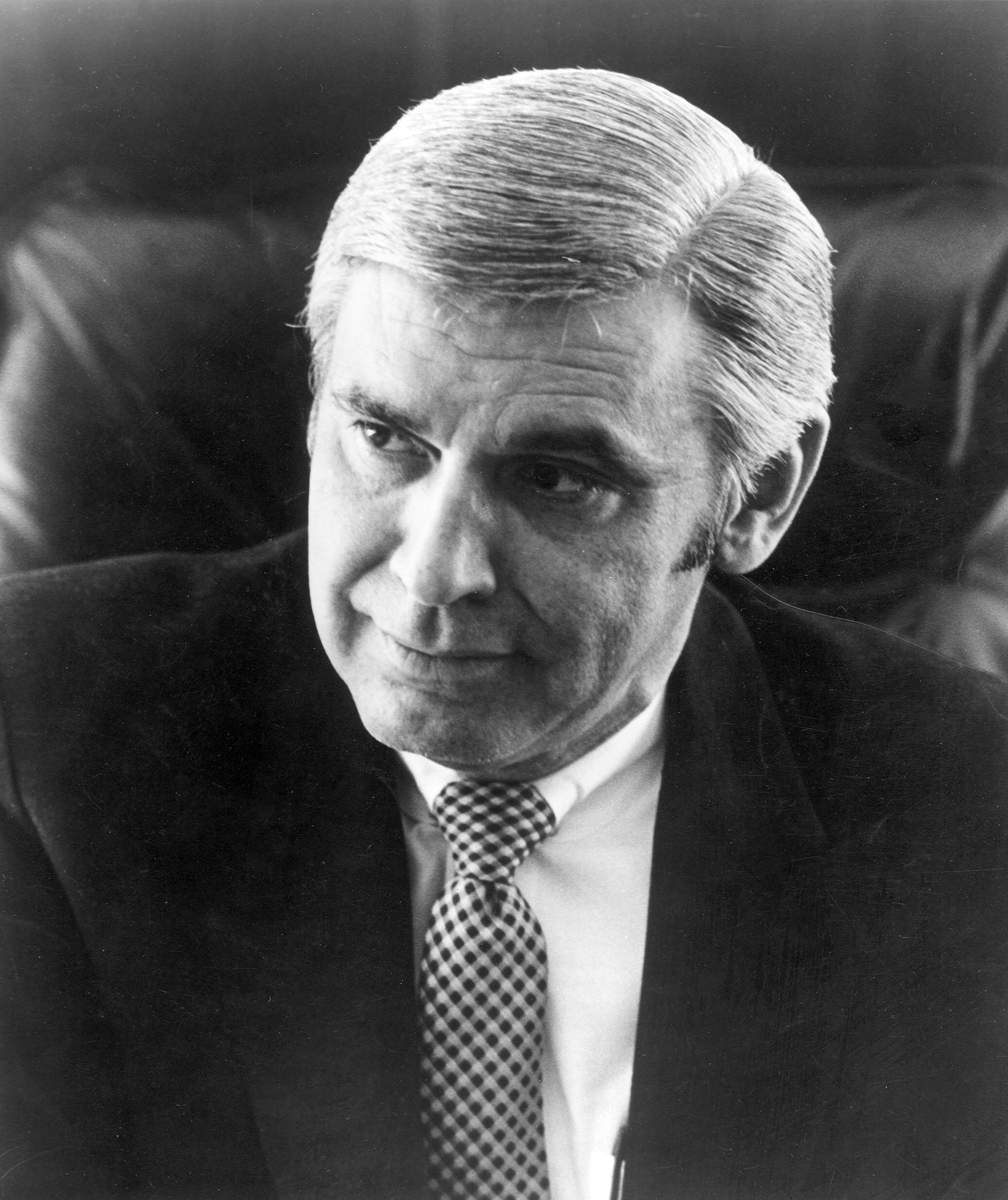
レオ・ライアン

## 集団自殺の動機と背景
当時のアメリカではソビエト連邦との冷戦であり、共産主義に対する反感が喧伝されていた。そしてレッド・パージ（マッカーシズム）と呼ばれるFBIを主軸とする連邦警察によって徹底的な弾圧が行われた時代からあまり時間が経っていなかった。ジム・ジョーンズは帝国主義・資本主義の帝国たるアメリカ連邦政府が、黒人に対する人種的迫害政策を実行したり、ソ連や共産主義への支持をする人民寺院を弾圧すると信じ込んでいた。サンフランシスコの人民寺院に対する批判や税金トラブルも連邦政府が警察権力を使って仕掛けた行為だとする陰謀論に傾倒していった。
実際に、ジョーンズタウンを視察したレオ・ライアン議員（民主党）を「ライアンはCIAのスパイで、アメリカ海兵隊を使って我々を攻撃させるつもりだ」とジムは主張していた。政府に弾圧される前に社会主義者として死ぬことを「革命的自殺」として実行したと思われる。

## 余波

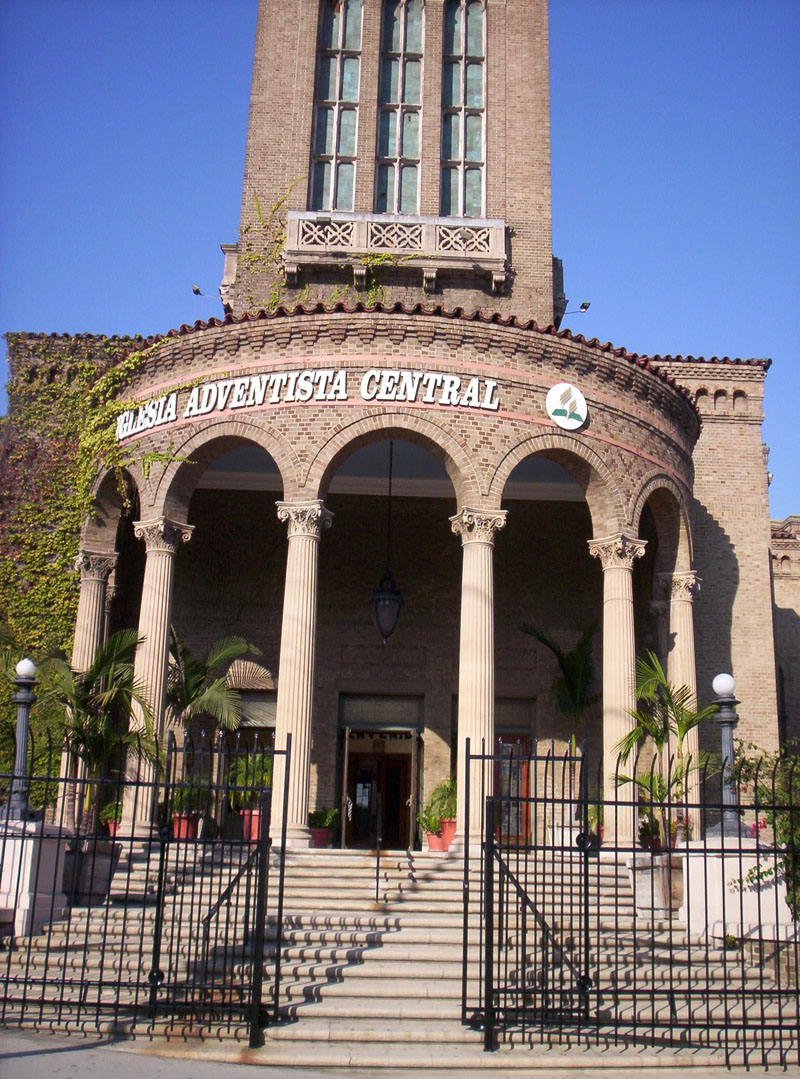
人民寺院の建物（ロサンゼルス・南アルヴァラード通り1366番地）

全体で914人が死亡し、内276人が子供であった。この集団自殺は、現代における同様の惨劇の中でも最大規模のものであり、2001年9月11日にアメリカ同時多発テロ事件が発生するまで、アメリカ合衆国民の故殺において最多の被害者数を記録した事件であった。この人数には、同日夜にジョージタウンの人民寺院本部で死亡した4人も含まれている。
人民寺院のサンフランシスコ本部は、メディアや犠牲者の遺族に取り囲まれた。この出来事は、ギャラップによる調査によれば、アメリカ史の中で最も知られている出来事のひとつであり、タイム誌等様々な雑誌の表紙や、数ヶ月間新聞の一面を飾った。
事件後、米国で生活していた信者は、ジョーンズタウン事件の生存者による「テロ組織」による攻撃対象になるという危険性を警察は公表した。1979年にはアメリカ議会補佐官は、ジョーンズタウンからの洗脳された120人の暗殺者達が殺害の指示を待っている、と述べた。
人民寺院会員のマイケル・プロークスは、ソビエト連邦共産党に人民寺院の財産を詰めたスーツケースを運ぶ命令を受けていたが、集団自殺事件の4ヶ月後、1979年3月に自殺した。自殺の数日前、プロークスは30枚に及ぶ人民寺院について書き残した書付を数人の人物に送っていた。コラムニストのハーブ・カンはサンフランシスコ・クロニクルのコラムの一部を再印刷した。プロークスは、モデストのモーテルの部屋で記者会見を行った。会見には8人の記者が参加し、プロークスは声明を読み上げ、弁明を行った。その後トイレで頭を撃ち抜き自殺した。
この惨事の前、人民寺院信者のパウラ・アダムスは、ガイアナのアメリカ合衆国大使、ローレンス・"ボニー"・マンと恋愛小説的な縁で婚約し、後に結婚した。しかし1983年10月24日、マンはアダムスと自身の子供を射殺した後、自殺した。教団離反者のハロルド・コーデルは、この集団自殺で教団に残っていた家族20人を失っている。同じく教団を離反したボグ一家は、彼らの娘マリリー（当時18歳）を失い、別の離反者ヴァーノン・ゴスニーは息子のマーク（当時5歳）を失っている。
人民寺院の集団自殺は、新宗教が破滅的なものであるという認識を深く刻み込んだ。ただし、ブライアン・R・ウィルソンは、実際にこのような出来事を引き起こした宗教団体は、人民寺院と、ブランチ・ダビディアン、太陽寺院、オウム真理教そしてヘヴンズ・ゲートの5つに過ぎないと指摘しているが、その後も神の十戒復古運動が信者の大量殺戮を実施している。

## 生存者の証言と異説
事件が発覚した当時は、無知で無教養なカルト教団の信者が、教祖のジムに洗脳されて集団自殺をしたとセンセーショナルに報道された。だが生存者の証言によると、これはジムとその親衛隊の「赤旅団」と呼ばれる私設軍による大量殺人だと指摘されている。実際に自殺現場を録音した「死のテープ」（Death Tape）では泣き叫ぶ子供の声や、抵抗する人々の悲鳴が入っており信者らの全員が自発的に死んだわけでは無いとみられる。人民寺院の集団自殺の後に、現場に駆け付けた米軍兵士のネッターヴィル氏によると、自殺を拒んだ信者は銃殺されたり、注射器で毒を無理やり注入された形跡があったという。

## 破産と消滅
1978年の年末、人民寺院は破産を宣告され、その資産は管財人の手に渡った。民事訴訟の面では、1978年12月4日に教団法人の弁護士チャールズ・ゲイリーが、人民寺院の解散を申請した。この申請は、1979年1月に開かれたサンフランシスコ上位裁判所で承認された。少数の人民寺院信者がガイアナに残り、1979年5月まで残務整理を行ってから、アメリカに戻った。
ロサンゼルス、インディアナポリス、そしてレッドウッド・ヴァレーにあった教団の建物は手をつけられることなく、その内いくつかは教会の集会に使われていた。セントラル・スパニッシュ・セブンスデー・アドベンチスト教会は、現在、元々人民寺院のロサンゼルス支部のあった建物に置かれている。人民寺院のサンフランシスコ本部があった建物は、1989年に発生したロマ・プリータ地震で崩壊し、現在ではアメリカ合衆国郵便公社の建物が建っている。
アメリカ合衆国下院外交委員会は5000ページに上る人民寺院関係文書を保有している。情報公開法によって30年間に複数の人物から情報公開が申請されたが、いずれも却下されている。